# David Dunlap
David Dunlap (anglès: David Coombs Dunlap)  (Napa, 19 de novembre de 1910 - Napa, 16 de desembre de 1994) va ser un remer estatunidenc que va competir durant la dècada de 1930.
El 1932 va prendre part en els Jocs Olímpics de Los Angeles, on guanyà la medalla d'or en la competició del vuit amb timoner del programa de rem.